# 村上仁志
村上 仁志（むらかみ ひとし、1977年 - ）は、日本の教育実践家・教育者。ビブリオバトルの亜系の書評漫才（stand up comedy for book review）の学校教育への初導入を行った人物。
漫才・落語を通じてコミュニケーション能力の向上を狙う教育実践を行う。

## 来歴
大阪教育大学教育学部小学校課程理科専攻卒業、学校現場で働きながら兵庫教育大学大学院　学校教育研究科　学校教育学専攻　臨床心理学コース修了。コアサイエンスティーチャー（CST：理科教育を推進する中核教員）。
滋賀県のいじめによる自殺を契機に、教育課題研修指導者海外派遣プログラムにて生活指導をニューヨーク派遣にて、子ども達の表現する力に衝撃を受け、いじめ予防対策として表現力の向上の教育実践をはじめる。コミュニケーション能力とリフレーミングする力を漫才を通じて向上できないかという視点により、リフレーミングと漫才を取り入れた教育実践を行う。
その後、本の紹介を漫才を通じて行う書評漫才を学校教育に導入する。
子どもが落語の台本を演じることで、子供の世界に流れる不易とその時代の言葉を学ぶ、教育落語を実践する。子ども達の表現力の向上を狙うなど、伝統芸能と教育との文脈を活かした教育指導を行なっている。住岡 英毅の論文落語文化教育の可能性に影響を受けている。
著書にて学級経営におけるプラチナ期の重要性を説いている。

## 学級経営のプラチナ期
学級経営のプラチナ期とは、従来黄金の３日間として定説化していた始業式後３日間学級経営に重点を置く視点から、担任決定から始業式前日までの段取りこそが学級経営の重点としている。

## 著書
小学校学級担任のダンドリ仕事術 (教育ジャーナル選書) 単行本
単行本: 159ページ
出版社: 学研プラス (2019/3/12)
言語: 日本語
ISBN 978-4058010266
発売日： 2019/3/12

## 報道・取材
- NHK総合　「ニュース」・・「お笑い」から学ぶ！？（2013年2月6日放送）
- NHK総合　「お元気ですか　日本列島」・・「お笑い」から学ぶ！？（2013年2月6日放送）[8]
- 毎日小学生新聞　（2014年11月26日掲載）